# بين كوزينز
بين كوزينز (بالإنجليزية: Ben Cousins)‏ هو لاعب كرة قدم أسترالية أسترالي، ولد في 30 يونيو 1978 في غيلونغ في أستراليا.

## وصلات خارجية
- بين كوزينز على موقع AustralianFootball.com (الإنجليزية)
- بين كوزينز على موقع AFLtables.com (الإنجليزية)